# Destino (opera)
Destino (Ceco: Osud) è un'opera in tre atti di Leoš Janáček su libretto ceco del compositore e di Fedora Bartošová. Janáček iniziò il lavoro nel 1903 e lo completò nel 1907.

## Storia

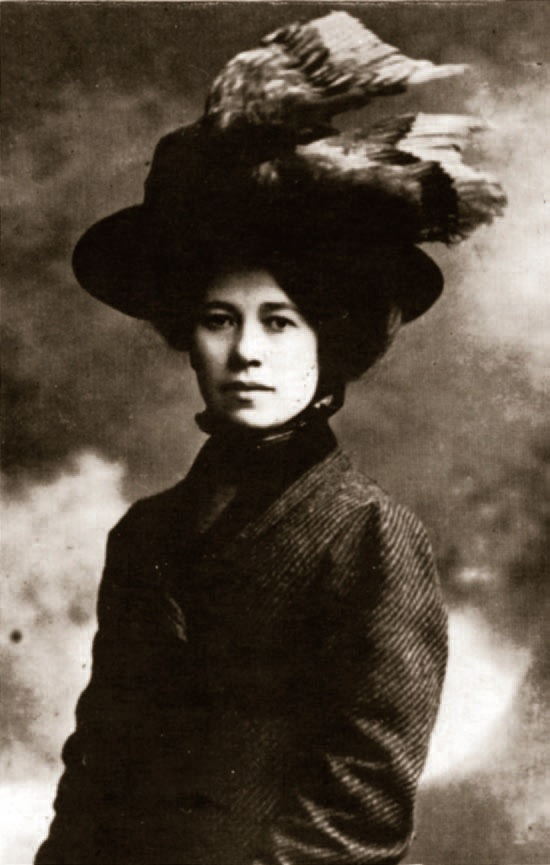
Fedora Bartošová

L'ispirazione per l'opera venne da una visita di Janáček nell'estate del 1903, dopo la morte di sua figlia Olga, alle terme di Luhačovice. Lì Janáček incontrò Kamila Urválková, che era stata il soggetto di un'opera di Ludvík Čelanský, Kamila, dove sentiva che Čelanský aveva rappresentato falsamente la sua personalità. Dopo aver appreso che Janáček era un compositore, la Urválková lo persuase a scrivere un'altra opera per contrastare il suo ritratto di Čelanský.
Janáček presentò l'opera al Teatro di Brno nel 1906 e al Teatro Vinohrady di Praga nel 1907, ma entrambi i teatri rifiutarono la partitura, che rimase al Teatro Vinohrady anche dopo che Janáček aveva minacciato azioni legali contro il teatro e dopo che il teatro di Brno aveva fatto offerte per una possibile produzione.
L'opera fu ascoltata solo dopo la morte di Janáček, nel 1934, alla radio di Brno.

## Storia dell'esecuzione
Osud fu è data in forma di concerto a Brno nel 1934, 1948 e 1954, ogni volta diretta da Břetislav Bakala. La prima messa in scena fu nel 1958 al Teatro Nazionale di Brno, diretta da František Jílek, come parte di un ciclo completo di opere al Festival Janáček del 1958, in commemorazione del 30º anniversario della morte del compositore. Tuttavia la struttura della trama è stata alterata rispetto all'originale per dare alla storia un formato "flashback", in cui la storia inizia con l'Atto 3 e interpola l'Atto 1 e l'Atto 2 come "flashback", prima di tornare finendo l'Atto 3. Un giorno dopo la prima teatrale di Brno, una versione in cui il libretto è stato notevolmente rivisto (da Kurt Honolka) fu prodotta alla Staatsoper Stuttgart.
La prima messa in scena nel Regno Unito fu nel 1984 alla English National Opera, prodotta da David Pountney, in una traduzione di Rodney Blumer, ma con la struttura della trama originale di Janáček intatta. La prima produzione statunitense avvenne nel luglio 2003 al Bard Summerscape Festival. Gli studiosi hanno criticato i punti deboli della trama come motivo dell'abbandono dell'opera.

## Ruoli
| Ruolo                      | Registro vocale | Cast della prima, prima messa in scena al Teatro Nazionale di Brno, 25 ottobre 1958 (Direttore: František Jílek) |
| -------------------------- | --------------- | --- |
| Míla Valková               | soprano         | Jindra Pokorná                                                                                                   |
| Živný, un compositore      | tenore          | Jaroslav Ulrych                                                                                                  |
| La madre di Míla           | soprano         | Jarmila Palivcová                                                                                                |
| Dr. Suda                   | tenore          | |
| Prima signora              | soprano         | |
| Seconda signora            | soprano         | |
| Vecchia donna slovacca     | soprano         | |
| Moglie del consigliere     | soprano         | |
| Lhotský, un pittore        | baritono        | |
| Konečný                    | baritono        | |
| Miss Stuhlá, un'insegnante | mezzosoprano    | |
| Miss Pacovská              | soprano         | |

## Trama

### Atto 1
Míla e il compositore Živný una volta erano amanti, ma la madre di Míla pose fine alla relazione nella speranza di un incontro più vantaggioso per sua figlia. Ahimè, Míla era già incinta e ora è una madre single, improbabile che sposerà qualcun altro. Lei e Živný si incontrano di nuovo per la prima volta tra i divertimenti di una città termale. Svicolano insieme e riaccendono il loro amore, ma sua madre li rintraccia tra la folla e predice il disastro.

### Atto 2
Quattro anni dopo Živný e Míla si sposano, ma sua madre vive con loro ed è diventata mentalmente fragile. Mentre il loro giovane figlio Doubek suona, la coppia legge l'opera incompiuta Živný iniziata durante la loro separazione. È pieno di amarezza contro Míla, dipingendola come infedele. La madre di Míla, impazzita completamente, ripete brani di musica dall'opera prima di precipitarsi a gettarsi da un balcone. Tentando di trattenere sua madre, anche Míla viene trascinata ed entrambe vengono uccise.

### Atto 3
Undici anni dopo l'opera di Živný deve finalmente essere rappresentata, sebbene rimanga incompiuta. Prova un coro dell'opera con i suoi studenti, tra i quali Doubek, ora un giovane. Un altro studente, Verva, ipotizza che l'eroe dell'opera sia il compositore stesso. Attraverso la musica, Živný rivive di nuovo il suo amore per Míla e la sua crudeltà nei suoi confronti. Tormentato dal rimpianto, chiede a Doubek di andare a prendere un bicchiere d'acqua e poi crolla. La fine dell'opera deve rimanere nelle mani di Dio.

## Incisioni
- CRQ Editions: Burja Burian, Marie Bakalová, Marie Steinerová, Josef Válka, Frantisek Roesler; Brno Radio Symphony Orchestra conducted by Břetislav Bakala (reissue of Czech Radio Brno broadcast 4/6 December 1948)[3]
- CRQ Editions: Jaroslav Ulrych, Libuše Domaninská, Marie Steinerová, Jaroslav Jaroš, Frantisek Roesler; Brno Radio Symphony Orchestra conducted by Břetislav Bakala (reissue of Czech Radio Brno broadcast 30 September 1954)[3]
- Supraphon SU 0045-2 611: Jarmila Palivcová, Jindřich Doubek, Jindřich Doubek, Daniela Suryová, Marie Steinerová, Vilém Přibyl, Josef Škrobánek, Vladimír Krejčík, Jiří Holešovský, Antonín Jurečka, Jiří Olejníček, Jaroslav Souček, Richard Novák, František Caban, Anna Barová, Jaroslava Janská, Jarmila Hladíková, Jindra Pokorná, Jarmila Krátká, Zdenka Kareninová, Milena Jílková, Magdaléna Hajóssyová, Magda Polášková; Brno Janáček Opera Orchestra and Chorus; František Jílek, conductor (recorded 1975)[7]
- Orfeo C 384 951 A: Peter Straka, Lívia Ághová, Marta Beňačková, Štefan Margita, Peter Mikuláš, Ivan Kusnjer, Ludmila Nováková-Vernerová, Martina Straková, Věra Přibylová, Lubomír Moravec, Richard Sporka, Lenka Kučerová, Vladimír Nacházel, Eva Zbytovská; Prague Chamber Choir, Chorus Masters Josef Pančík; Czech Philharmonic Orchestra, Gerd Albrecht, conductor (live recording 1995)
- Chandos CHAN3029 (sung in English): Helen Field, Philip Langridge, Kathryn Harries, Peter Bronder, Stuart Kale, Barry Mora, Christine Teare, Elizabeth Gaskell, Dorothy Hood, Catroina Bell, Mark Holland, Rebecca Moseley-Morgan, Samuel Linay, Michael Preston-Roberts, Yolande Jones, Cheryl Edwards, Mary Davies, Gaynor Keeble, Gareth Rhys-Davies, Philip Lloyd-Evans, Ralph Mason, Timothy German, Frances Manning; Welsh National Opera Orchestra and Chorus; Sir Charles Mackerras, conductor (recorded 1989)[8]